# 菅沼達吉
菅沼 達吉（すがぬま たつきち、文久元年2月8日（1861年3月18日）- 大正4年（1915年）5月3日）は、明治時代の実業家。旧制第二高校教授兼舎監、日本銀行、大阪市庁（現・大阪市役所）を経て実業家となり、大阪電灯の重役等を務めた。三男に俳優の森繁久彌がいる。
江戸時代の幕府大目付・森泰次郎の次男であり、のちに菅沼家の養子となった。幕末の奥儒者・成島柳北は叔父にあたる。父・森泰次郎と成島柳北は、松本家の出身の兄弟であり（泰次郎が次男、柳北が三男）、それぞれ、森家、成島家の養子となっている。

## 家系
大きな海産物問屋の子女の馬詰愛江との間に3子を儲けた。実業家の岩崎久弥と深い親交を持っていた事から末っ子の三男の名前は久彌となった。しかし、自身が54歳の時に死去したため、長男は母方の実家の馬詰家を継ぎ、次男はそのまま菅沼家を継ぎ、三男・久彌は馬詰方の父の姓を継いで森繁家の養子となっている。
達吉にはこれ以前に正妻がおり、その間には長男（1890年生）、長女（1893年生）、次女（1895年生）、次男（1897年生）の2男2女を儲け、合わせると7人の子がいる。
馬詰愛江との3子は長男・馬詰弘（1907年生）で、共産党に入って中国に渡り、戦時中に満州の延吉で病没した。次男・菅沼俊哉（1909年生）は1964年東京オリンピックの招致活動をしたのち、1982年に亡くなった。三男・森繁久彌（1913年生）は満洲電信電話の放送局に勤務したのち俳優となって後に文化勲章を受章、没後に国民栄誉賞が授与された。馬詰愛江とは生涯入籍することは無かったが、認知していたため、子供達に菅沼姓は与えていた。

## 栄典
- 1891年（明治24年）12月21日 - 正八位[3]